# Pavel Stuška
P. ThLic. Pavel Stuška, PhD. (* 26. ledna 1979 Uherské Hradiště) je moravský římskokatolický duchovní, děkan kyjovský, člen Kněžské rady arcidiecéze olomoucké a v letech 2017 a 2023 rektor Arcibiskupského kněžského semináře. Je rovněž kanovníkem Metropolitní kapituly u svatého Václava v Olomouci.
Pochází ze Lhotky, jež je součástí farnosti Hradčovice.
Roku 2004 byl vysvěcen na jáhna a jeden rok působil jako jáhen na Arcibiskupském gymnáziu v Kroměříži. V roce 2005 byl poté vysvěcen na kněze a působil jako kaplan na velehradském Stojanově gymnáziu a ve farnosti Jalubí. Poté byl ustanoven školním kaplanem opět na Arcibiskupském gymnáziu v Kroměříži, kde působil šest let. Poté se stal farářem farnosti Nová Hradečná a posléze odešel na rok na studie do Říma. Dne 1. července 2017 byl jmenován rektorem Arcibiskupského kněžského semináře.
Od července roku 2023 působí jako farář farnosti Kyjov a jako děkan kyjovský.